# Wspólnota administracyjna Lichtenberg/Erzgeb.
Wspólnota administracyjna Lichtenberg/Erzgeb. (niem. Verwaltungsgemeinschaft Lichtenberg/Erzgeb.) – wspólnota administracyjna w Niemczech, w kraju związkowym Saksonia, w okręgu administracyjnym Chemnitz, w powiecie Mittelsachsen. Siedziba wspólnoty znajduje się w miejscowości Lichtenberg/Erzgeb.
Wspólnota administracyjna zrzesza dwie gminy wiejskie: 
- Lichtenberg/Erzgeb.
- Weißenborn/Erzgeb.